# Physalis joe-diasii
Physalis joe-diasii är en potatisväxtart som beskrevs av Marselein Rusario Almeida och S.M.Almeida. Physalis joe-diasii ingår i släktet lyktörter, och familjen potatisväxter. Inga underarter finns listade i Catalogue of Life.